# إيزاو كويزومي
إيزاو كويزومي (2 يوليو 1945 في اليابان - ) (بالكانا:こいずみ いさお) هو لاعب كرة طائرة ياباني. شارك في الألعاب الأولمبية الصيفية 1968 ودورة الألعاب الآسيوية 1966.

## وصلات خارجية
- إيزاو كويزومي على موقع أوليمبيديا (الإنجليزية)